# Qui brille au combat
Pour plus de détails, voir Fiche technique et Distribution.
Qui brille au combat est un film dramatique français réalisé par Joséphine Japy, sorti en 2025.
L'actrice Joséphine Japy fait avec ce film ses débuts de réalisatrice, d'après un scénario qu'elle a coécrit avec Olivier Torres, inspiré par l'histoire vraie de sa sœur cadette, Bertille, qui souffre d'un handicap sévère entraînant un comportement autistique. Le film met en vedette Mélanie Laurent, Pierre-Yves Cardinal, Angelina Woreth et Sarah Pachoud. Il a été présenté en avant-première mondiale au Festival de Cannes 2025 dans la section Séances spéciales.

## Synopsis
Situé sur la Côte d'Azur, le film suit une famille qui doit faire face au grave handicap de leur fille cadette, Bertille, 13 ans, tandis que sa sœur aînée, Marion, 17 ans, se réfugie dans une relation avec un garçon plus âgé qu'elle.

## Fiche technique
- Titre original : Qui brille au combat[1],[2]
- Réalisation : Joséphine Japy
- Scénario : Joséphine Japy, Olivier Torres
- Photographie : Romain Carcanade
- Montage : Nicolas Desmaison
- Production : Katrin Pors, Anton Máni Svansson
- Sociétés de production : Cowboys Films, en association avec 2 SOFICA
- Société de distribution : Apollo (France)[3]
- Pays de production :  France
- Langue originale : français
- Format : couleurs
- Genre : drame
- Durée : 96 minutes
- Dates de sortie : 
  - France : 15 mai 2025 (Festival de Cannes 2025)[4] ; 31 décembre 2025 (sortie nationale)[3]

## Distribution
- Mélanie Laurent : Madeleine Roussier
- Pierre-Yves Cardinal : Gilles Roussier
- Angelina Woreth : Marion Roussier
- Sarah Pachoud : Bertille Roussier
- Anne Loiret : Professeure Morgane Janson
- Juliette Gasquet : Fanny
- Félix Kysyl : Thomas
- Thomas Gioria : Antoine
- Birane Ba : l'interne à l'hôpital
- Maxence Tual : Wilmarc
- Stéphane Varupenne : François, le collègue de cabinet
- Ilinka Lony : Ilinka
- Lucas Cenciai : Léopold
- Najim Zeghoudi : Malik
- Pascal Decolland : le psychologue
- Serpentine Teyssier : la prof de SVT

## Production
Le film est produit par Cowboys Films. Le scénario, coécrit par Joséphine Japy et Olivier Torres,, est inspiré par l'histoire vraie de la jeune sœur de Japy, Bertille, qui a un handicap sévère que Japy a décrit comme « une maladie génétique rare qui conduit à un comportement autistique ». Qui brille au combat est le premier film réalisé par l'actrice française Joséphine Japy.
Mélanie Laurent, Pierre-Yves Cardinal, Angelina Woreth et Sarah Pachoud sont annoncés comme têtes d'affiche le 4 septembre 2024. Laurent a dirigé Japy dans son deuxième film en tant que réalisateur, le drame sur le passage à l'âge adulte Respire (2014), qui a valu à Japy une nomination au César de la meilleure révélation féminine. Anne Loiret, Juliette Gasquet, Félix Kysyl, Thomas Gioria, Birane Ba, Maxence Tual, Stéphane Varupenne, Ilinka Lony, Lucas Cenciai, Najim Zeghoudi, Pascal Decolland et Serpentine Teyssier complètent la distribution.

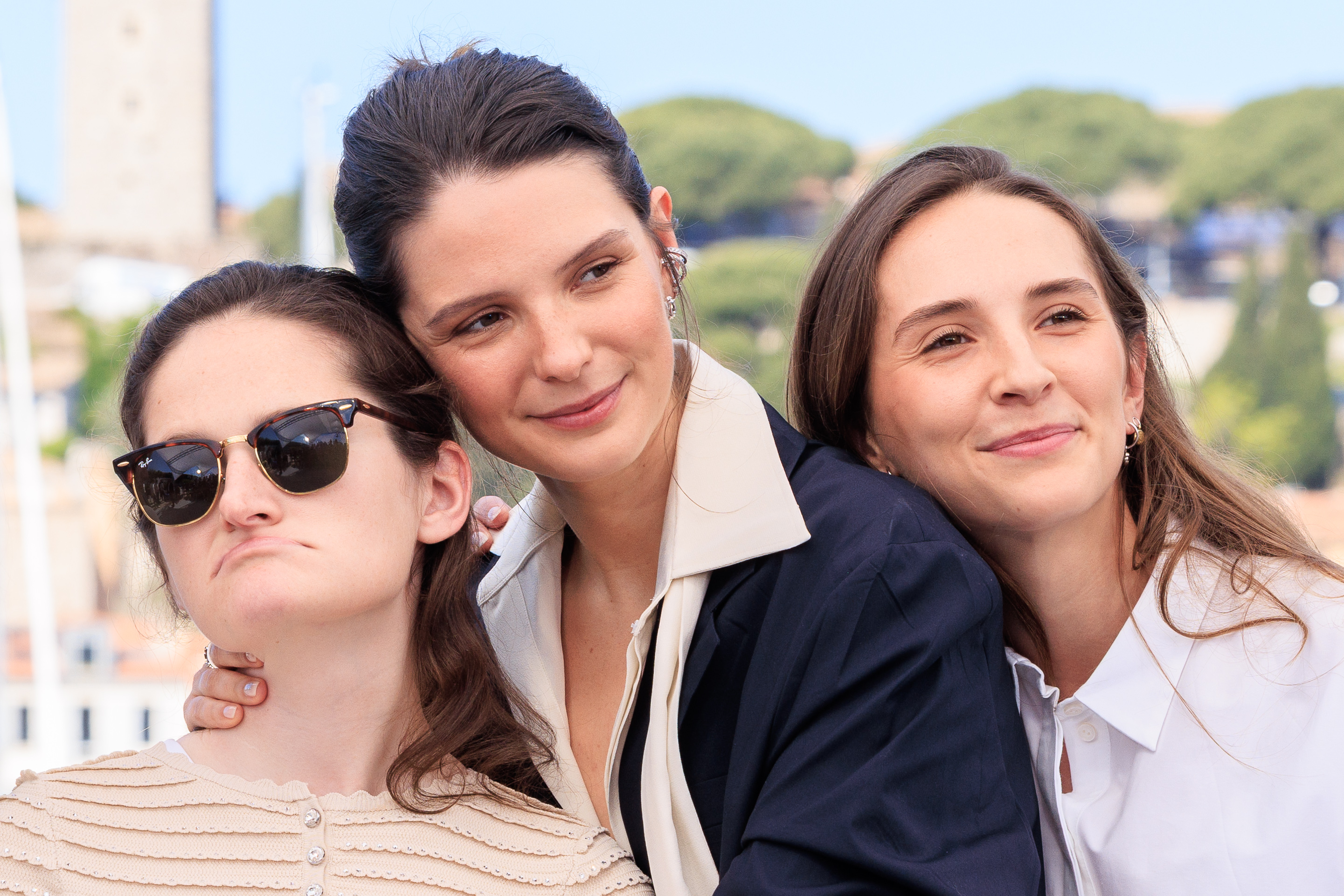
Les sœurs Bertille, Joséphine et Marguerite Japy

Le titre original du film était Bertille, mais Joséphine Japy a déclaré qu'en cherchant la signification du nom de sa sœur, elle a découvert qu'il signifiait « celle qui brille au combat » (ou « femme guerrière »), ce qui a fini par être le titre final du film.
Le tournage commence dans le sud de la France le 18 septembre 2024 et s'achève le 30 octobre 2024.

## Distinctions

### Sélections
- Festival de Cannes 2025 : sélection officielle, Séance spéciale